# Illés ’96
Az Illés ’96 koncertlemez, az 1996. május 11-én megtartott búcsúkoncert zenei anyaga.

## Az album dalai
Minden dal Szörényi Levente és Bródy János szerzeménye, kivéve azok, ahol a szerzőség jelölve van.
CD1
1. Nyitány – 2:19
2. Kéglidal – 3:35
3. Légy jó kicsit hozzám – 3:23
4. Az utcán – 3:21
5. Még fáj minden csók – 3:01
6. Ó, kisleány - 2:48
7. Az ész a fontos, nem a haj – 3:56
8. Élünk és meghalunk – 3:04
9. Sárika – 2:25
10. Szemétdomb – 3:07
11. A legjobb dobos a világon – 2:26
12. Keresem a szót – 4:54
13. Sárga rózsa – 4:18
14. Kis virág – 4:30

CD2
1. Amikor én még kissrác voltam – 3:05
2. Elvonult a vihar – 3:48
3. Európa csendes – 5:13
4. Ha én rózsa volnék – 3:42
5. Ne gondold – 3:19
6. Óh, mondd – 2:51
7. Kislány, add a kezed – 3:49
8. Nem akarok állni…  – 3:48
9. Miért hagytuk, hogy így legyen – 4:19
10. Good-bye London – 3:25
11. Little Richard – 3:26
12. Little Richard (ismétlés) – 2:42
13. A kugli – 3:59
14. Lelkünk összeér – 1:18

## Közreműködők
- Illés Lajos – billentyű, ének
- Szörényi Levente – ének, gitár, vokál
- Szörényi Szabolcs – ének, basszusgitár, vokál
- Bródy János – gitár, furulya, billentyű, ének
- Pásztory Zoltán – dob, ütőhangszerek